# Rudermaschine (Schiffbau)

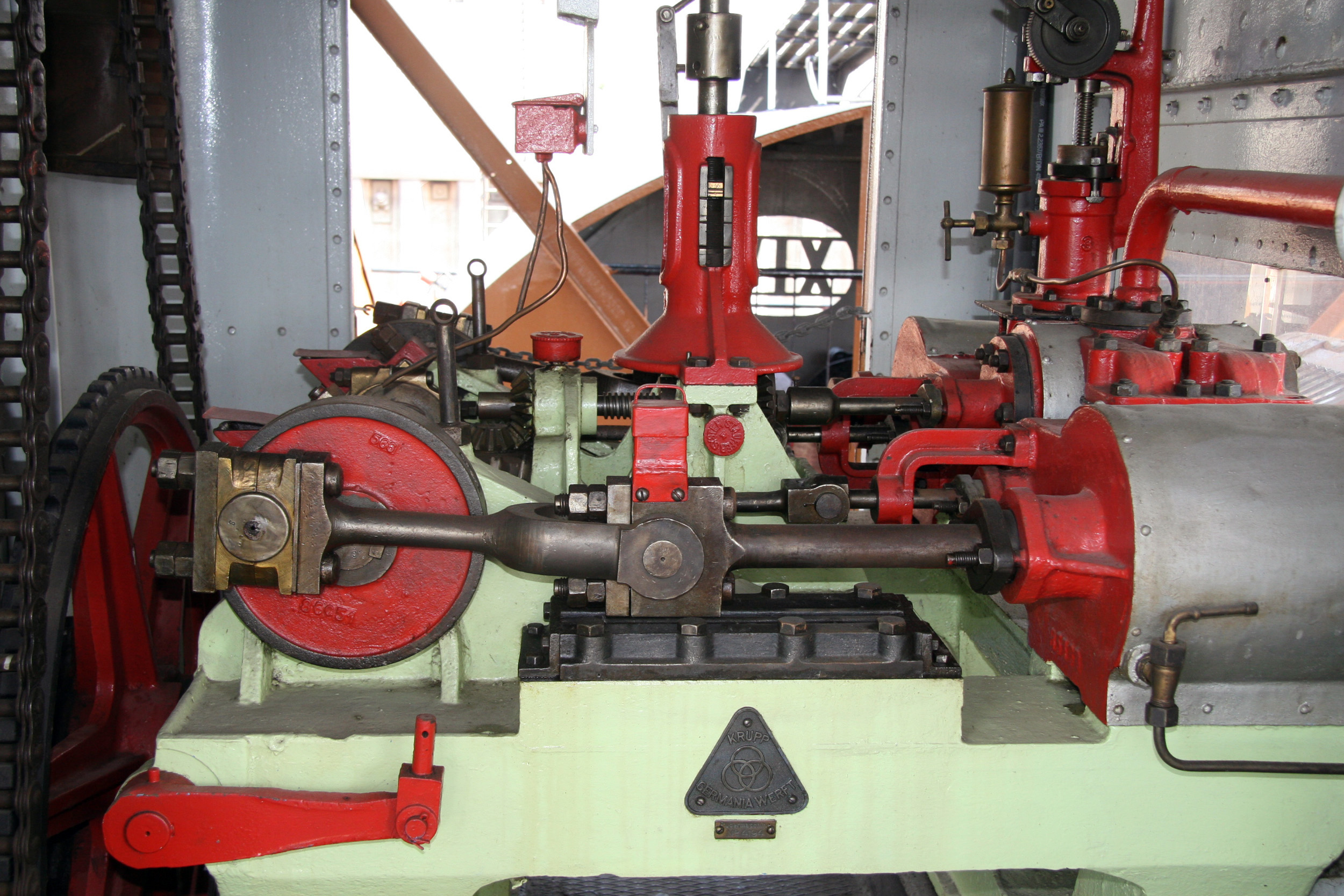
Dampfbetriebene Rudermaschine des Raddampfschleppers Oscar Huber

Eine Rudermaschine ist eine an Bord von Schiffen installierte Maschine, die dazu dient, die vom Rudergänger beim Einstellen des Ruderwinkels („Ruder legen“) ausgeübte Muskelkraft so zu verstärken, dass die dabei entgegenwirkenden mechanischen und hydrodynamischen Kräfte überwunden werden.
Die Steuerwirkung auf das Schiff wird durch das gelegte Ruder im Fahrstrom und im Propellerstrom erzielt. Die Steuerkräfte ergeben sich aus der Druckverteilung um das Ruder, die heute überwiegend als Tragflügel ausgeführt werden. Es werden heute vorwiegend elektrohydraulische Tauchkolben- oder Drehflügelrudermaschinen eingesetzt. Vorgeschrieben sind von den Klassifikationen zwei voneinander unabhängige Rudermaschinen.

## Hydraulische Rudermaschinen

### Tauchkolbenrudermaschine

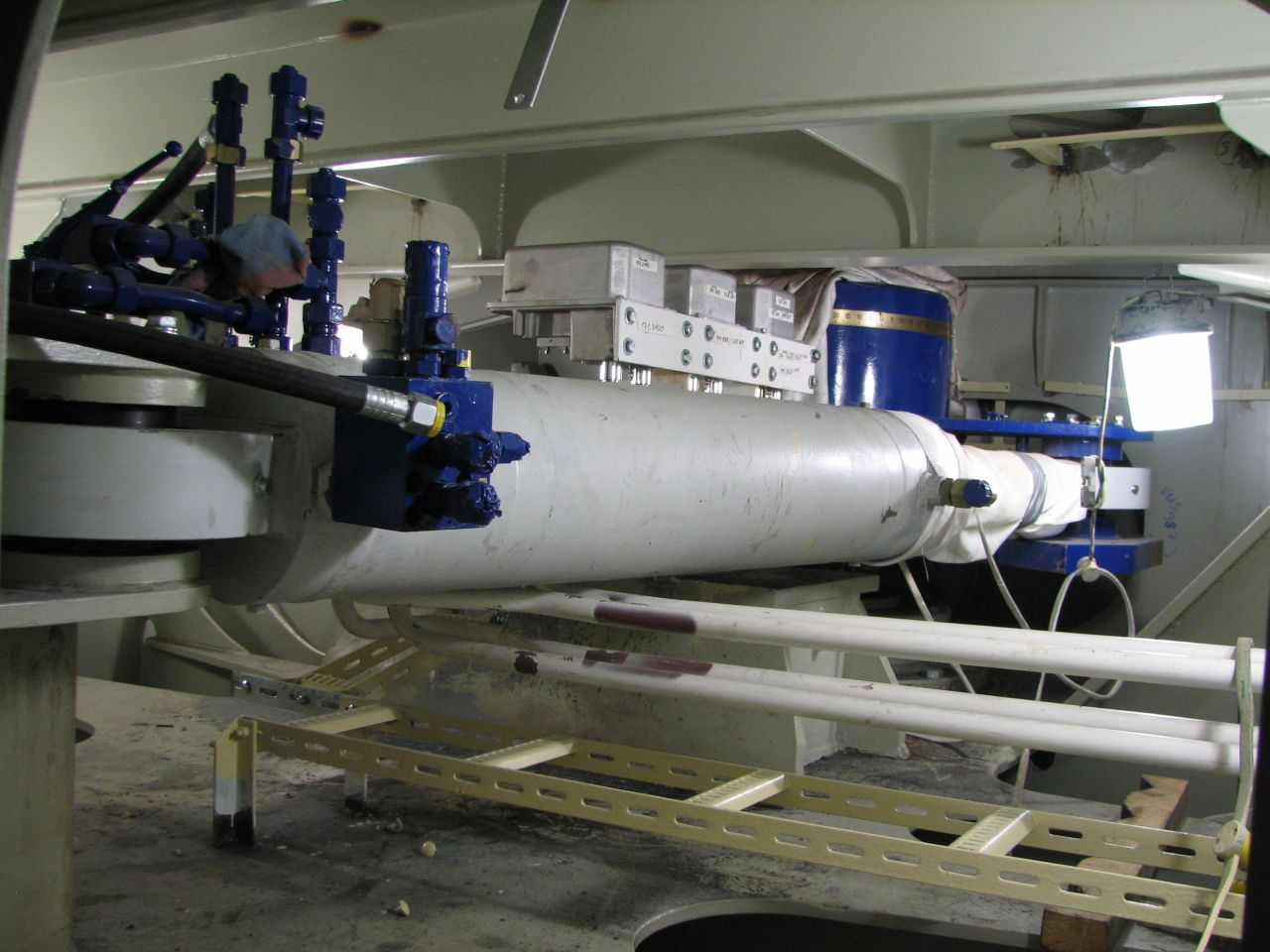
Tauchkolben-Rudermaschine der RoRo-Fähre MV Coastal Renaissance

Sie besteht aus einer elektrisch angetriebenen Druckölpumpe (Hydraulikpumpe) und der Rudermaschine mit zwei Differentialkolben bzw. vier Tauchkolben. Als Druckölpumpe wird häufig eine hubverstellbare Axialkolbenpumpe verwendet. Die Kolbenstangen der Tauchkolbenrudermaschine wirken zur Geradführung auf verschiebbare Kulissensteine, die auf die Ruderpinne wirken. Die Ruderpinne ist kraftschlüssig mit dem Ruderschaft verbunden, damit kann bei Hubverstellung der Axialkolbenpumpe ein Hydraulikvolumenstrom eingestellt werden. Dadurch wird ein Weg der Kolben erzeugt, der wiederum einen Drehwinkel des Ruderschafts bewirkt. Am Ruderschaft befindet sich eine Rückmeldung, außer bei mechanischer Rückmeldung häufig ein Drehmelder, die den Ist-Wert des Ruderwinkels in Echtzeit auf der Brücke auf dem Ruderlagenanzeiger wiedergibt.

### Drehflügelrudermaschine

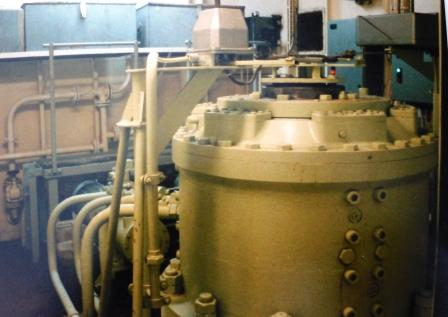
Drehflügelrudermaschine

Bei der hydraulischen Drehflügelrudermaschine bewirkt eine Hubverstellung der Axialkolbenpumpe eine Drehbewegung des Ruderschaftes. Der sich in den Hydraulikräumen zwischen den mit dem Ruderschaft beweglichen Drehflügeln und den am Gehäuse befestigten Trennwänden aufbauende Druck bewirkt eine Kraft und über den Hebelarm ein Moment. Auf der Saugseite fließt das Hydrauliköl zurück in das Hydrauliksystem.

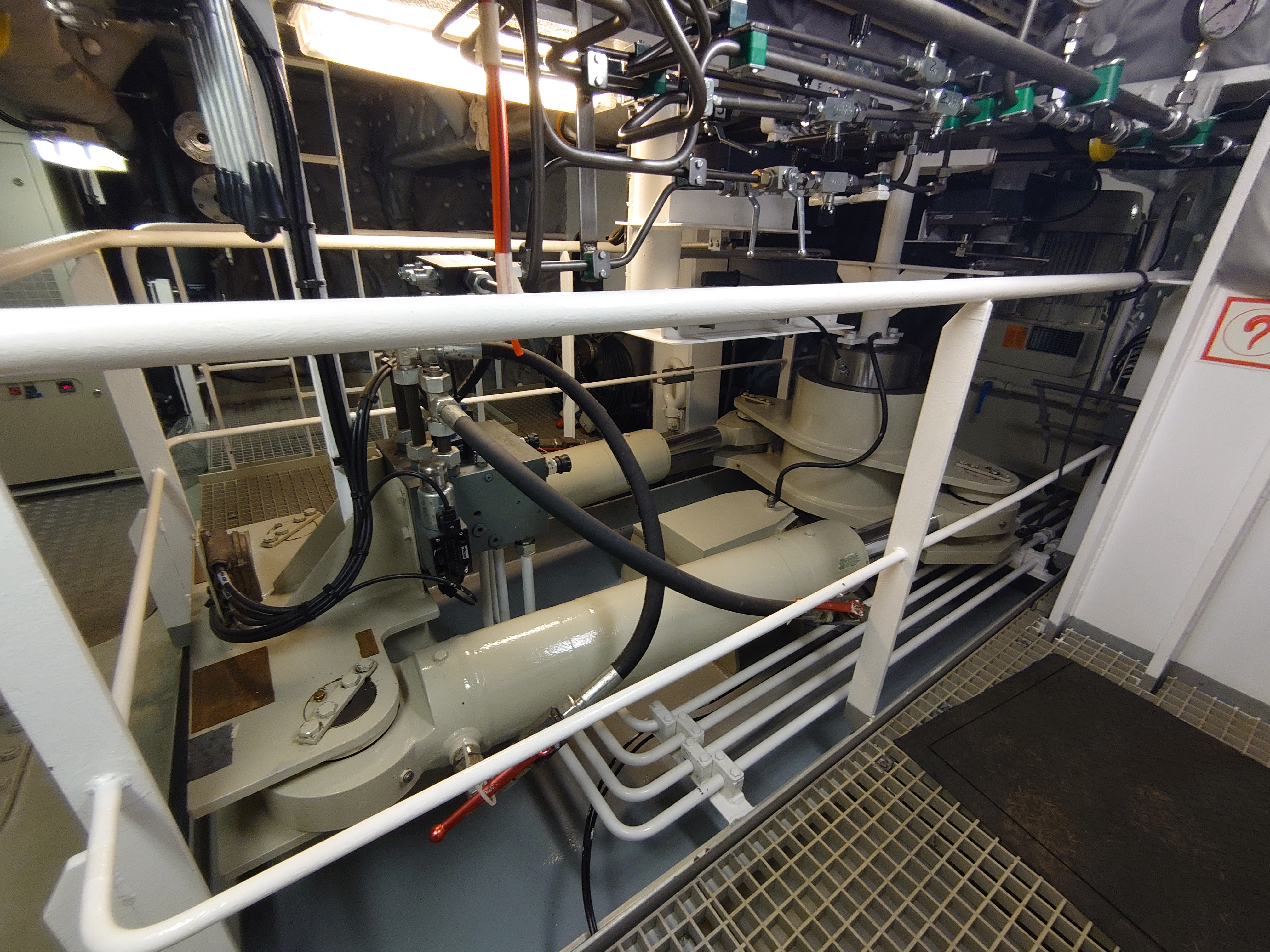
Eine von zwei Rudermaschinen der Nordic
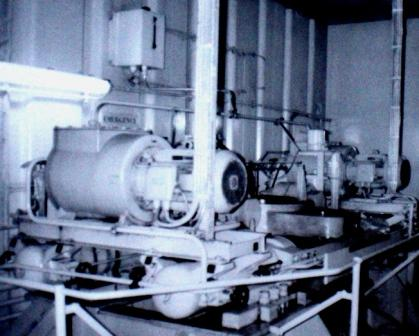
Tauchkolben-Rudermaschine
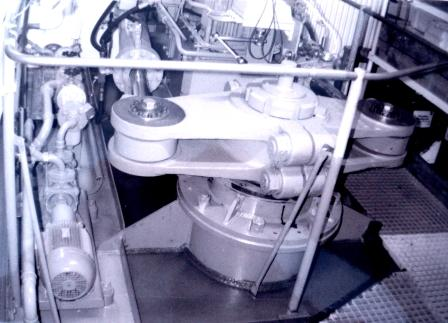
Tauchkolben-Rudermaschine
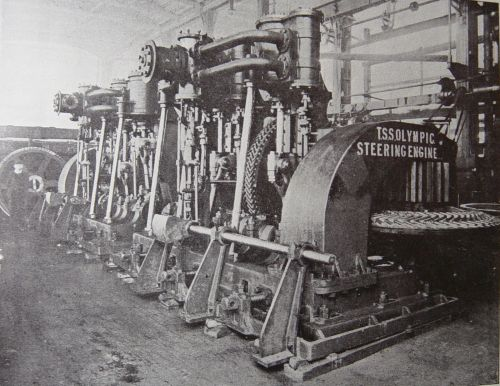
Rudermaschine der Olympic
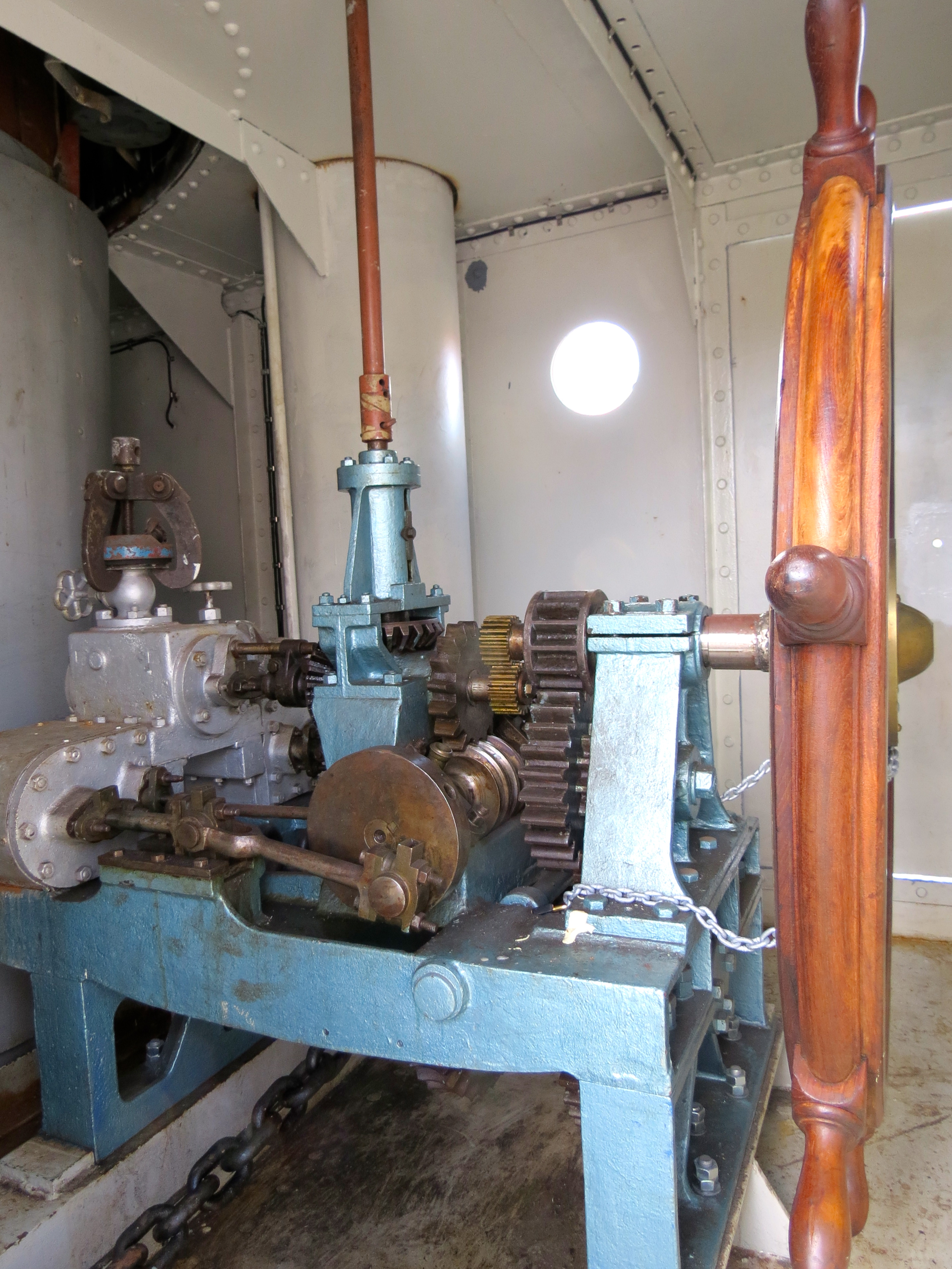
Mechanischer Not-Ruderantrieb für den Fall des Ausfalls der Rudermaschine